# Josef Schweighard
Josef Schweighardt, auch: Schweighart oder Schweighard (* 26. April 1821 in Klagenfurt; † 7. Dezember 1874 in St. Andrä i. L.) war ein österreichischer Pfarrer und Politiker.

## Leben
Schweighardt war der Sohn des Schuhmachermeisters Josef Schweighart (* 3. Oktober 1792; † 21. November 1852) und dessen Ehefrau Maria geb. Neuner (* 28. April 1795). Er war römisch-katholisch und blieb ledig.
Schweighardt besuchte das Lyceum in Klagenfurt und ab 1839 das Priesterseminar in Klagenfurt. Am 26. März 1844 empfing er die Priesterweihe. Er wurde Kaplan in Millstatt und St. Veit. Ab 1854 war er Pfarrer in Grades, 1855 Pfarrer in St. Ruprecht am Moos und ab 1861 Dechant und Stadtpfarrer in St. Andrä i. L., zuletzt mit dem Titel eines Fürstbischöflichen Konsistorialrates.

## Politik
Vom 20. August 1870 bis zum am 10. August 1871 war er Abgeordneter im Kärntner Landtag für den Wahlbezirk LGM 3 Wolfsberg. Im Landtag war er Mitglied des Verifikationsausschusses und gehörte dem Klub Deutschklerikal an.